# 凡てこの世も天国も
『凡てこの世も天国も』（すべてこのよもてんごくも、原題：英語: All This, and Heaven Too）は、1940年に製作・公開されたアメリカ合衆国の映画である。

## 概要
レイチェル・フィールドの小説「All This and Heaven Too」は、フィールドの大叔母アンリエット・ドゥルージー・デスポルト（英語: Henriette Deluzy-Desportes）の実話に基づいている。アンリエットはフランス人の家庭教師で、雇い主のプララン公シャルル・ド・ショワズール（英語: Charles de Choiseul, Duke of Praslin）に恋をした。プララン公爵夫人の妻が殺害されたとき、アンリエットも関与していると疑われた。これは、1847年にフランス国王ルイ・フィリップの失脚につながった実際のスキャンダルだった。
この本はベストセラーとなり、1938年にワーナー・ブラザーズは映画化権に10万ドルを支払った。これはデヴィッド・セルズニックに『風と共に去りぬ』を奪われたスタジオにとって、一種の慰めとなりました。またワーナーの最も人気のあるスター、ベティ・デイビスがスカーレット役を失ったことでも慰めとなりました。復讐心に燃えたスタジオは『風と共に去りぬ』を超えようとした。当時の制作メモでは「All This and Heaven Too」を ATAHT と呼んでいたほどだ。制作費は137万ドルで、船や田舎のシャトーを含む 65 の屋外セット、公爵の家にふさわしい豪華で豪華な本物のアンティークで装飾された 35 の室内セットなど贅を尽くした。
ワーナーは、プララン公役には名声の絶頂にあったフランス人のシャルル・ボワイエを選んだ。ボワイエは憂鬱なセクシーさを醸し出すだけでなく、才能豊かで繊細な俳優でもあった。しかし彼はこの役をほとんど演じられなかった。1939年、ボワイエは映画を撮るためにフランスに戻った。彼が到着したのは9月1日、ドイツがポーランドを攻撃した日だった。その2日後、フランスは宣戦布告した。ボワイエの出演はすぐにキャンセルとなり、フランス軍に入隊した。しかし重要な任務ではなく、ボワイエ一等兵は電話交換手として配属された。わずか2か月で除隊となり、アメリカに帰国し再び撮影に臨んだ。『凡てこの世も天国も』の制作は、毎日の戦争報道に心を乱され、自分の役柄を理解できなかったボワイエにとって不幸な経験だった。しかし彼の悲惨さは、物思いにふける不幸な結婚生活を送る男という役柄によく合っていた。『うたかたの恋』（1936年）や『トヴァリッチ（英語: Tovarich (film)）』（1937年）でもボイヤーの作品を監督したアナトール・リトヴァクは、この作品をボワイエの最高の演技の1つとみなした。
リトヴァクは以前にも『黄昏（英語: The Sisters (1938 film)）』（1938年）でデイビスと共演していたが、2人の関係はボワイエほど親密なものではなかった。彼女は彼の仕事ぶりを嫌っており、融通が利かず高圧的で自発性に欠けていると感じていた。彼女はリトヴァクの演出に絶えず異議を唱え、ある時点では彼を解雇すると脅したほどだった。それでも、多くの批評家はデイヴィスのアンリエットの演技は彼女の演技の中でも最も繊細で規律正しいものの一つだと感じていた。
バーバラ・オニール（英語: Barbara O'Neil）（『風と共に去りぬ』でスカーレットの母親を演じた）は、ボワイエの提案で公爵夫人役に抜擢された。ボワイエは『最後の抱擁（英語: When Tomorrow Comes (film)）』（1939年）でオニールと共演していた。オニールは神経質でだらしない公爵夫人をリアルに演じたかったが、スタジオ側は彼女に華やかな演出を施すことを主張した。それにもかかわらず、オニールはアカデミー助演女優賞にノミネートされた。
この映画は撮影監督アーネスト・ホラー（英語: Ernest Haller）のアカデミー撮影賞とともに、作品賞にもノミネートされた。ベティ・デイビスは主演女優賞にノミネートされたが、これは『凡てこの世も天国も』ではなく、同年公開の『月光の女』に関してのことだった。『凡てこの世も天国も』のレビューは好評だったが、この映画はスタジオが期待したほどの大ヒット作とはならなかった。

## キャスト
- アンリエット：ベティ・デイヴィス
- プララン公爵：シャルル・ボワイエ
- ヘンリー・マーティン・フィールド：ジェフリー・リン
- プララン公爵夫人：バーバラ・オニール

## スタッフ
- 監督/製作：アナトール・リトヴァク
- 製作総指揮：ハル・B・ウォリス
- 脚本：ケイシー・ロビンソン
- 音楽：マックス・スタイナー
- 音楽監督：レオ・F・フォーブスタイン
- 編曲：ヒューゴー・フリードホーファー
- 撮影監督：アーネスト・ホラー
- 編集：ウォーレン・ロウ
- 美術：カール・ジュールス・ウェイル
- 衣装：オリー＝ケリー

## アカデミー賞ノミネーション
- 作品賞
- 助演女優賞：バーバラ・オニール
- 撮影賞（白黒）：アーネスト・ホラー